# Harebosjön (Långasjö socken, Småland, 627559-147866)
Harebosjön är en sjö i Emmaboda kommun i Småland och ingår i Lyckebyåns huvudavrinningsområde. Sjön har en area på 0,055 kvadratkilometer och ligger 125 meter över havet. Sjön avvattnas av vattendraget Linneforsån.

## Delavrinningsområde
Harebosjön ingår i det delavrinningsområde (627690-147847) som SMHI kallar för Utloppet av Harebosjön. Medelhöjden är 149 meter över havet och ytan är 40,44 kvadratkilometer. Räknas de 5 avrinningsområdena uppströms in blir den ackumulerade arean 125,24 kvadratkilometer. Linneforsån som avvattnar avrinningsområdet har biflödesordning 2, vilket innebär att vattnet flödar genom totalt 2 vattendrag innan det når havet efter 71 kilometer. Avrinningsområdet består mestadels av skog (69 procent), öppen mark (10 procent) och jordbruk (12 procent). Avrinningsområdet har 0,4 kvadratkilometer vattenytor vilket ger det en sjöprocent på 1 procent. Bebyggelsen i området täcker en yta av 0,53 kvadratkilometer eller 1 procent av avrinningsområdet.